# M-1 Global

M-1 Global (M-1 MixFight) é uma promotora de artes marciais  mistas com sede na Rússia- Países Baixos que organiza cerca de 40 a 50 eventos de luta por ano. Os organizadores notaveis da promotora são o presidente, Vadim Finkelstein e o sócio Fedor Emelianenko.
Ela estreou seu primeiro grande evento chamado de M-1 Global Presents Breakthrough em 28 de agosto de 2009 no Memorial Hall em Kansas City, Missouri.
M-1 Challenge é uma competição baseada em equipes organizadas com uma série de eventos realizados em diferentes lugares do mundo onde os clubes de MMA competem uns contra os outros. Os eventos são transmitidos em mais de 100 países., sendo que combatentes em mais de 30 países inscreveram-se para competir na temporada 2010. As equips consistem em cinco atletas (um em cada um dos pesos da competição). As lutas são transmitidas pela HDNet.
M-1 Selection é uma programa da companhia onde novos lutadores tem a oportunidade de mostrar suas habilidades.
M-1, em 2009, assinou contrato de co-promoção com a Explosion Entertainment.

## Atuais campeões
| Divisão Masculina     | Limite de Peso | Campeão                | Nacionalidade | Desde                  | Defesas de Título |
| --------------------- | -------------- | ---------------------- | ------------- | ---------------------- | ----------------- |
| Pesos Pesados         | sem limite     | Guram Gugenishvili     | Georgia       | 18 de Outubro de 2010  | 1                 |
| Interim Pesos Pesados | sem limite     | Kenny Garner           | EUA           | 14 de Outubro de 2011  | 0                 |
| Meio Pesados          | 93 kg          |                        |               |                        |                   |
| Pesos Médios          | 84 kg          | Magomed Sultanakhmedov | Russia        | 25 de março de 2011    | 0                 |
| Pesos Meio Médios     | 77 kg          | Shamil Zavurov         | Russia        | 10 de dezembro de 2010 | 2                 |
| Pesos Leves           | 70 kg          | Jose Figueroa          | EUA           | 25 de março de 2011    | 0                 |

## Lutadores Notáveis

### Pesos Pesados
- Guram Gugenishvili (Atual Campeão de Pesos Pesados M-1 Global) -  Georgia
- Jeff Monson  (Atual Campeão de Pesos Pesados ISKA World, atual Campeão Peso Pesado SHC)  -  Estados Unidos
- Fedor Emelianenko (Campeão de Pesos Pesados do PRIDE World Heavyweight Championship 3 vezes; último) -  Russia
- Aleksander Emelianenko -  Russia
- Maxim Grishin -  Russia
- Alexander Volkov -  Russia
- Shane del Rosario -  United States
- Mark Kerr -  Estados Unidos
- Yusuke Kawaguchi -  Japão
- Rogent Lloret -  Espanha
- Rob Broughton -  Reino Unido
- Alexey Oleinik -  Ucrânia

### Pesos Meio Pesados
- Vinny Magalhães (último Campeão de Pesos Meio Pesados da M-1 Global Light Heavyweight Champion) -  Brasil
- Mikhail Zayats -  Russia
- Viktor Nemkov -  Russia
- Marcus Vänttinen -  Finlândia
- Tony Lopez -  Estados Unidos
- Keith Jardine -  Estados Unidos
- Rodney Wallace -  Estados Unidos
- Christian M'Pumbu -  França
- Tomasz Narkun -  Polônia
- Joaquim Ferreira -  Brasil

### Pesos Médios
- Magomed Sultanakhmedov (Atual Campeão de Pesos Médios da M-1 Global Middleweight Champion) -  Russia
- Andrei Semenov -  Russia
- Arthur Guseinov -  Russia
- Ansar Chalangov -  Russia
- Alexander Shlemenko -  Russia
- Vyacheslav Vasilevsky -  Russia
- Tyson Jeffries -  United States
- Luigi Fioravanti -  Estados Unidos
- Herbert Goodman -  Estados Unidos
- Lucio Linhares -  Brasil
- Eduardo Pamplona -  Brasil
- Amar Suloev -  Armenia
- Karl Amoussou -  França
- Denis Kang -  Canada
- Betinho Fúria -  Bélgica

### Pesos Meio Médios
- Shamil Zavurov (Atual Campeão de Pesos Meio Médios M-1 Global Welterweight Champion) -  Russia
- Magomed Shikhshabekov -  Russia
- Yasubey Enomoto -   Suíça
- Abner Lloveras -  Espanha
- Rashid Magomedov -  Russia
- Che Mills -  Inglaterra
- Janne Tulirinta -  Finlândia
- Steve Carl -  Estados Unidos

### Pesos Leves
- Jose Figueroa (Atual Campeão de Pesos Leves) -  United States
- Artiom Damkovsky (antigo campeão de pesos leves, uma vez) -  Belarus
- Yuri Ivlev -  Russia
- Alexander Sarnavskiy -  Russia
- Mairbek Taisumov -  Czech Republic
- Dave Jansen -  Estados Unidos
- Renato Migliaccio -  Brasil
- Daniel Weichel -  Alemanha

## M-1 Challenge

### M-1 Challenge # 1 (Temporada 2008)
- 5 lutadores no time
- 9 países
- 20 rounds e final

#### Team Standings (final)
| Grupo A       | record da equipe | overall record |
| ------------- | ---------------- | -------------- |
| Red Devil     | 3-1              | 15-5           |
| Finlândia     | 3-1              | 13-7           |
| França        | 2-2              | 9-11           |
| Coréia do Sul | 1-3              | 7-13           |
| EUA           | 1-3              | 6-14           |
| Grupo B       | record da equipe | overall record |
| Holanda       | 3-1              | 13-7           |
| Legion        | 3-1              | 12-8           |
| Japão         | 2-2              | 9-11           |
| Espanha       | 2-2              | 9-9            |
| Alemanha      | 1-3              | 7-13           |

11 de janeiro de 2009,  M-1 Challenge Finals
na Holanda
 A Russa Red Devil derrotou  a Holandesa 4-1 para vencer o primeiro M-1 Challenge.

#### Eventos
| Evento                   | Data       | Local                     | Horário                             |
| ------------------------ | ---------- | ------------------------- | ----------------------------------- |
| M-1 Challenge 1 (1)      | 02.03.2008 | Holanda (Amsterdam)       | França vs. Red Devil (Russia) (3-2) |
| M-1 Challenge 1 (2)      | 02.03.2008 | Holanda (Amsterdam)       | Holanda vs. Alemanha (5-0)          |
| M-1 Challenge 2 (3)      | 03.04.2008 | Russia (Saint-Petersburg) | Finlândia vs. Coréia do Sul (4-1)   |
| M-1 Challenge 2 (4)      | 03.04.2008 | Russia (Saint-Petersburg) | Japão vs. Russia Legion (3-2)       |
| M-1 Challenge 3 (5)      | 31.05.2008 | Espanha                   | Finlândia vs. EUA (4-1)             |
| M-1 Challenge 3 (6)      | 31.05.2008 | Espanha                   | Espanha vs. Holanda (3-2)           |
| M-1 Challenge 4 (7)      | 27.06.2008 | Russia (Saint-Petersburg) | Red Devil vs. Finlândia (4-1)       |
| M-1 Challenge 4 (8)      | 27.06.2008 | Russia (Saint-Petersburg) | Legion vs. Espanha (3-2)            |
| M-1 Challenge 5 (9)      | 17.07.2008 | Japão                     | França vs. EUA (3-2)                |
| M-1 Challenge 5 (10)     | 17.07.2008 | Japão                     | Holanda vs. Japão (4-1)             |
| M-1 Challenge 6 (11)     | 24.08.2008 | Korea                     | EUA vs. Coréia do Sul (3-2)         |
| M-1 Challenge 6 (12)     | 24.08.2008 | Korea                     | Alemanha vs. Japão (4-1)            |
| M-1 Challenge 7 (13)     | 27.09.2008 | UK                        | Red Devil vs. EUA (5-0)             |
| M-1 Challenge 7 (14)     | 27.09.2008 | UK                        | Legion vs. Alemanha (4-1)           |
| M-1 Challenge 8 (15)     | 11.10.2008 | EUA                       | Coréia do Sul vs. França (3-2)      |
| M-1 Challenge 8 (16)     | 11.10.2008 | EUA                       | Japão vs. Espanha (4-1)             |
| M-1 Challenge 9 (17)     | 21.11.2008 | Russia                    | Red Devil vs. Coréia do Sul (4-1)   |
| M-1 Challenge 9 (18)     | 21.11.2008 | Russia                    | Legion vs. Holanda (3-2)            |
| M-1 Challenge 10 (19)    | 26.11.2008 | Finlândia                 | Finlândia vs. França (4-1)          |
| M-1 Challenge 10 (20)    | 26.11.2008 | Finlândia                 | Espanha vs. Alemanha (3-2)          |
| M-1 Challenge Final (21) | 11.01.2009 | Holanda                   | Red Devil vs. Holanda (4-1)         |

### M-1 Challenge # 2 (temporada 2009)

#### Team Standings (final)
| Grupo A        | record da equipe | overall record |
| -------------- | ---------------- | -------------- |
| x- Reino Unido | 2-1              | 10-5           |
| Japão          | 2-1              | 8-7            |
| França         | 1-2              | 8-7            |
| Espanha        | 1-2              | 4-11           |
| Grupo B        | record da equipe | overall record |
| x- EUA \| 3-0  | 13-2             |                |
| Brasil         | 2-1              | 10-5           |
| Coréia do Sul  | 1-2              | 5-10           |
| Imperial Team  | 0-3              | 2-13           |
| Grupo C        | record da equipe | overall record |
| x- EUA         | 2-1              | 10-5           |
| Finlândia      | 2-1              | 10-5           |
| Benelux        | 1-2              | 6-9            |
| Bulgária       | 1-2              | 4-11           |
| Grupo D        | record da equipe | overall record |
| x- Russia      | 3-0              | 13-2           |
| Alemanha       | 2-1              | 10-5           |
| World Team     | 1-2              | 6-9            |
| Turquia        | 0-3              | 1-14           |

#### Semi-Finais
EUA Costa Leste derrota  EUA Costa Oeste (4-1)
 Russia derrota  Reino Unido (4-1)

#### Final
Russia derrota  EUA Costa Leste e vence o segundo M-1 Challenge (5-0)